# كويزي مفلق
كويزي مفلق (الاسم العلمي: Cantharellus lobatus) هو نوع من الفطريات يتبع جنس الكويزي من فصيلة الكويزية.